# چهارطاق (مرودشت)
چهارطاق (مرودشت)، روستایی از توابع بخش مرکزی شهرستان مرودشت در استان فارس ایران است.

## جمعیت
این روستا در دهستان محمدآباد قرار دارد و براساس سرشماری مرکز آمار ایران در سال ۱۳۸۵، جمعیت آن۶۶۳ نفر (۱۴۹خانوار) بوده‌است.